# 哈根達斯

哈根达斯有設立據點的國家和地区

哈根達斯（英語：Häagen-Dazs）是美國通用磨坊旗下的旗艦冰淇淋品牌，現於全球50個國家中，開設了900間的店舖。哈根達斯也用在國際會議的菜單上，如2018年朝美首脑会议，即採用香草口味的哈根達斯冰淇淋。

## 概要
全球大部分地區的哈根達斯產品由通用磨坊授權在法國的工廠製造；在美國及加拿大市場，哈根達斯品牌授權予Froneri公司，並由該公司在美國加州的醉爾斯冰淇淋生產線製造；在日本銷售的哈根達斯產品，由哈根達斯、三得利及高梨乳業的合資企業於日本生產。

## 名稱
“Häagen-Dazs”一词在任何语言中皆没有意义。创始人魯本和蘿絲·馬圖斯夫婦都是生於歐洲的猶太人，魯本在1912年生於波蘭，父親在一次大戰中逝世，成為寡婦的母親帶著兩個小孩到美國投靠親人。蘿絲於1916年生於英國，父母本身是波蘭猶太人。1921年，兩人仍是童年時先後移民到美國。魯本在10歲時在紐約布鲁克林在舅父經營的意式冰品店幫助媽媽搾檸檬汁，到1929年開始販賣雪糕，其後設立冰品工廠。魯本在1934年認識在冰品廠內任職的蘿絲，兩人在1936年結婚。夫婦於1950年代仍在舅父的雪糕公司工作，當時公司仍有盈利，但大型雪糕生產商其後展開價格戰，魯本認為要生產高檔的雪糕，才可以與大型生產商的競爭中突圍，於是在1959年決定成立一家新的公司出售高檔雪糕產品，而這家公司後來命名為「Häagen-Dazs」。根據魯本的說法，他們認為丹麦是第二次世界大戰中唯一有幫助過猶太人的國家，為感謝他們的貢獻，於是生造了這個他覺得會给人留下“丹麦”印象的品牌名，在早期的產品包裝上甚至加上了該國的地圖。而丹麦语其实并没有“ä”这一字母或“zs”这一组合。該品牌甚至沒有在丹麦設置分店。

## 歷史

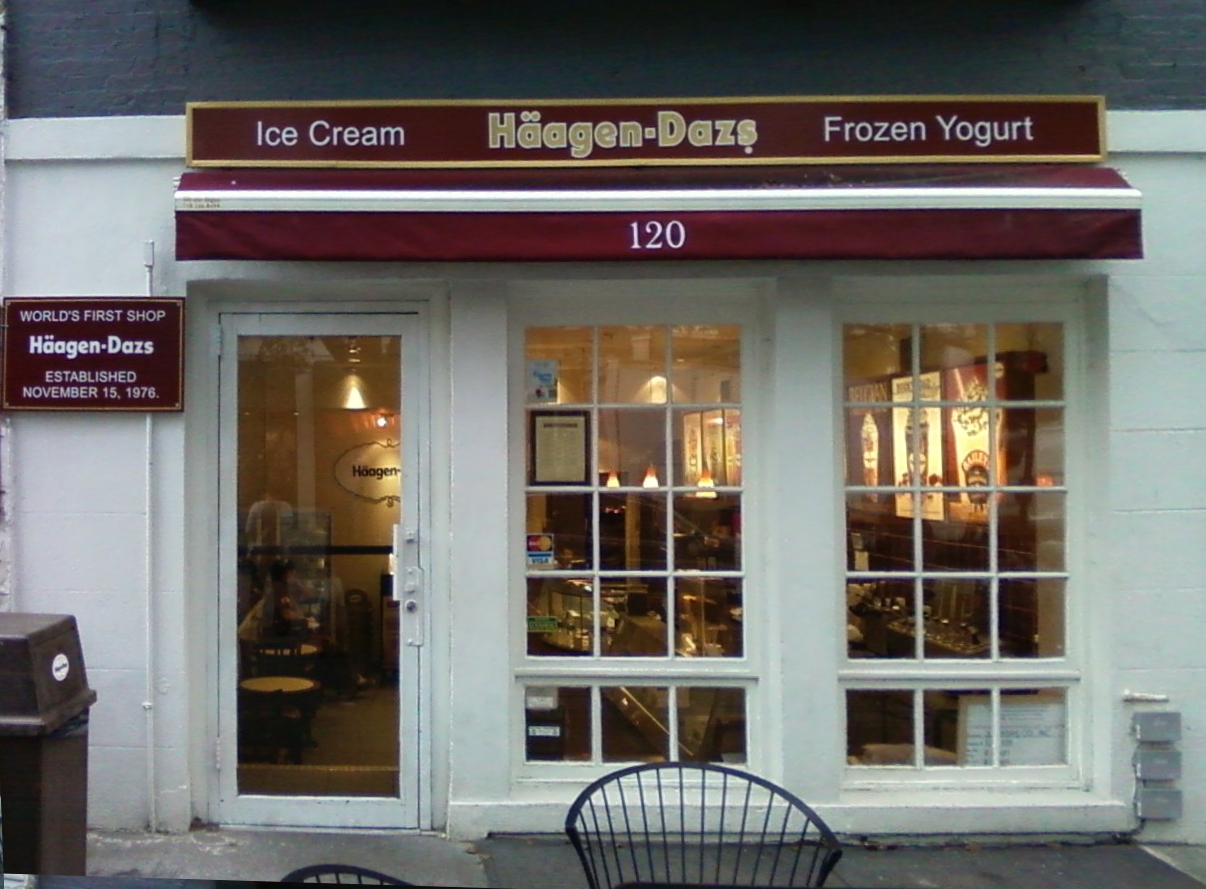
哈根達斯位於紐約布魯克林的首間店舖

魯本·馬圖斯（英語：Reuben Mattus）在1921年開始製作並販售冰淇淋產品，1961年，哈根達斯品牌創立，一開始僅販售香草、巧克力及咖啡口味，直至1966年才加入草莓口味。

### 年表
- 1976年，首間冰淇淋店舖由馬圖斯的女兒在紐約布魯克林開設[6][10]。
- 1982年，哈根達斯展店至加拿大及波多黎各[7]。
- 1983年，Pillsbury收購哈根達斯，同年展店至香港及新加坡[7]。
- 1984年，於日本推出冰淇淋產品，由於日本當時對本土乳業採取保護政策[11]，外資品牌在日本銷售乳製品需與日本公司成立合資企業，並且需使用日本原料。哈根達斯在日本最初僅在百貨公司及高級超市銷售，同年11月，首間日本店鋪在東京青山開幕[7]。
- 1986年，開始提供雪糕棒，隨後於1988年推出香草牛奶杏仁口味的雪糕棒[6]。
- 1991年，開始推出冷凍優格產品[6]。
- 1993年，引入了雪酪進入產品線中，在台灣展開業務稱美國喜見達冰淇淋，由南僑化工代理[6]。
- 1997年，在中國展開業務[8]。
- 1998年，在南美洲首次推出Dulce de Leche，牛奶糖風味冰淇淋[6]。
- 2001年，通用磨坊收購Pillsbury，獲得哈根達斯品牌。
- 2008年，捐贈美金1,000,000於保護蜜蜂[6]。
- 2013年，推出義大利式冰淇淋gelato產品[6]。
- 2016年，哈根達斯設下了所有原物料皆使用非基因改造產品的目標[6]。

## 產品
除了美國、加拿大及日本市場外，在國際市場銷售的哈根達斯產品大部分由法國北部加來海峽大區的蒂卢瓦莱莫夫莱讷工廠生產製造，原料亦來自歐洲。哈根達斯生產的產品包括雪糕、雪糕棒、雪葩及優格冰淇淋等，亦有在香港、台灣及中國大陸等華人社區推出雪糕月餅。
美國設有哈根達斯品牌的生產線供應美國及加拿大市場，由於雀巢在2001年向哈根達斯的品牌持有人通用磨坊購得哈根達斯品牌在美國及加拿大的99年獨家使用權，哈根達斯在美加的產品由雀巢旗下的醉爾斯冰淇淋在加州奧克蘭製造。2019年12月，雀巢以40億美元轉讓哈根達斯在美國及加拿大的品牌使用權，並且將醉爾斯冰淇淋在美加的業務出售予英國食品商Froneri，美加的哈根達斯及醉爾斯業務在完成交易後已一併由雀巢轉移到Froneri。
在日本出售的產品，由哈根達斯、三得利及高梨乳業投資的合資企業在群馬縣生產製造，原料部分來自北海道，並時常推出日本限定口味。
哈根達斯的雪糕有多種不同味道，亦稱為「超級品牌」，因為其雪糕密度較高，在生產時混合的空氣比較少，亦有較高的牛油脂肪，主要原料使用蛋黃、鮮奶油以及牛奶製成。

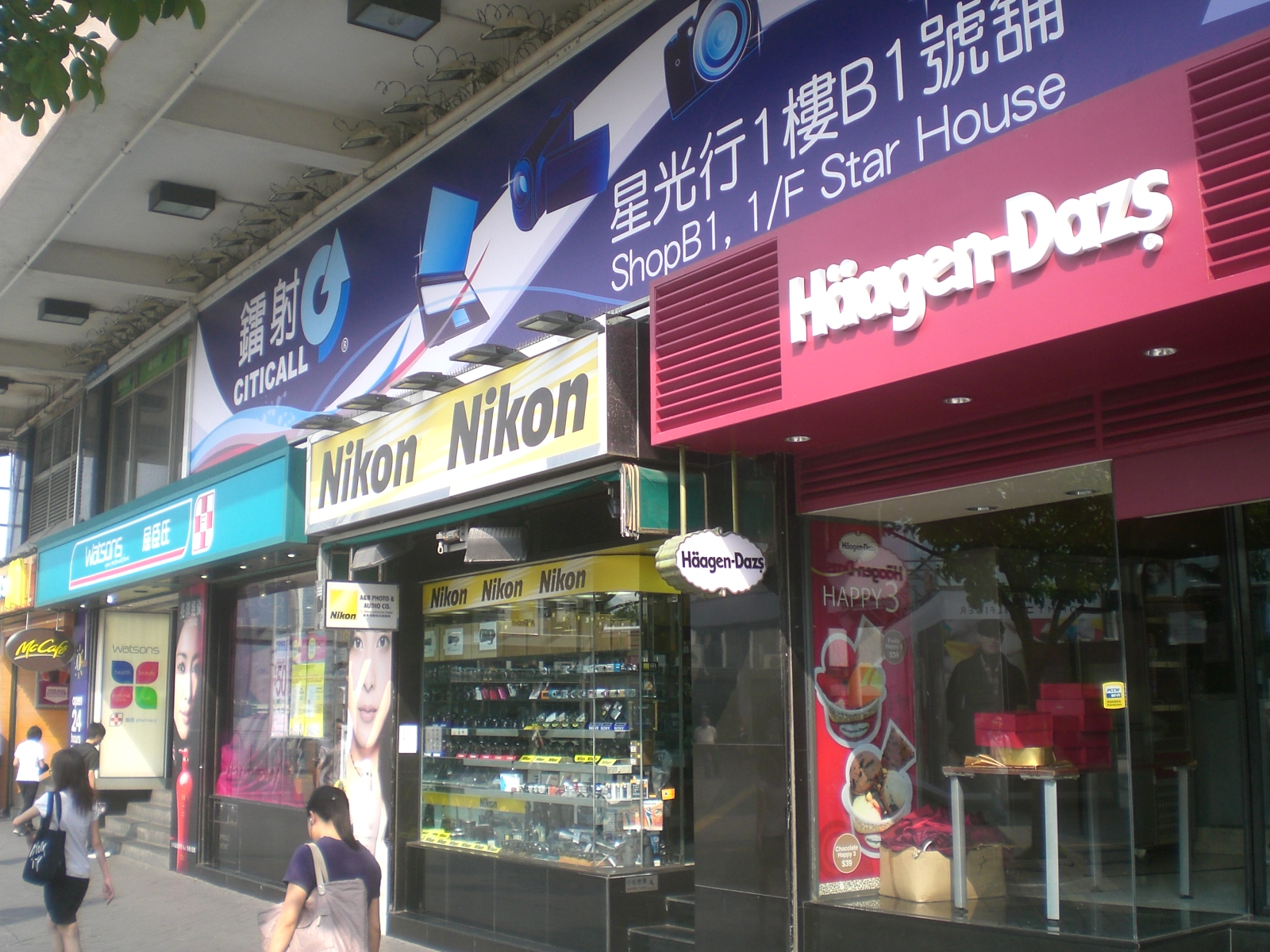
香港尖沙咀星光行分店
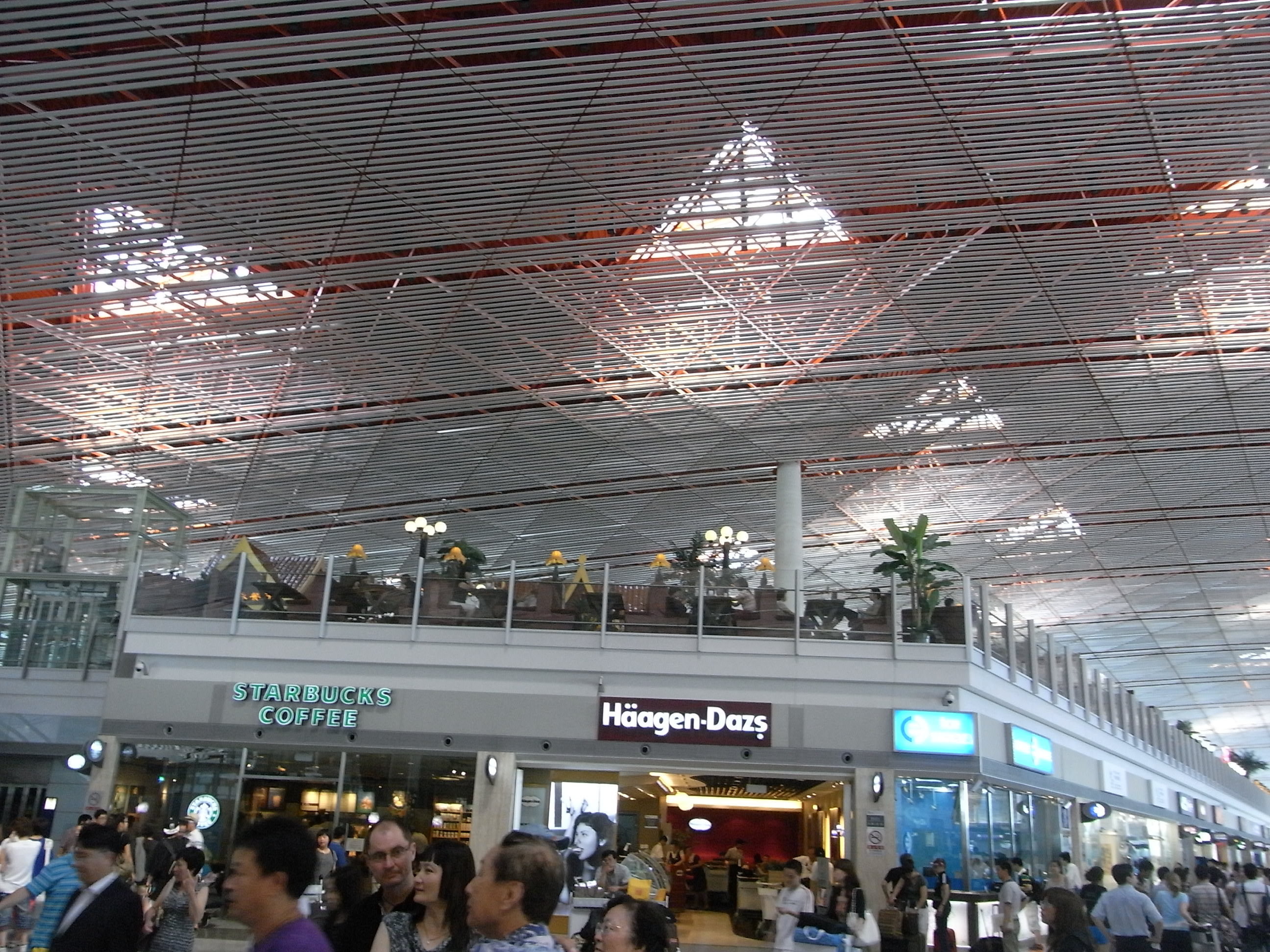
北京首都国际机场分店
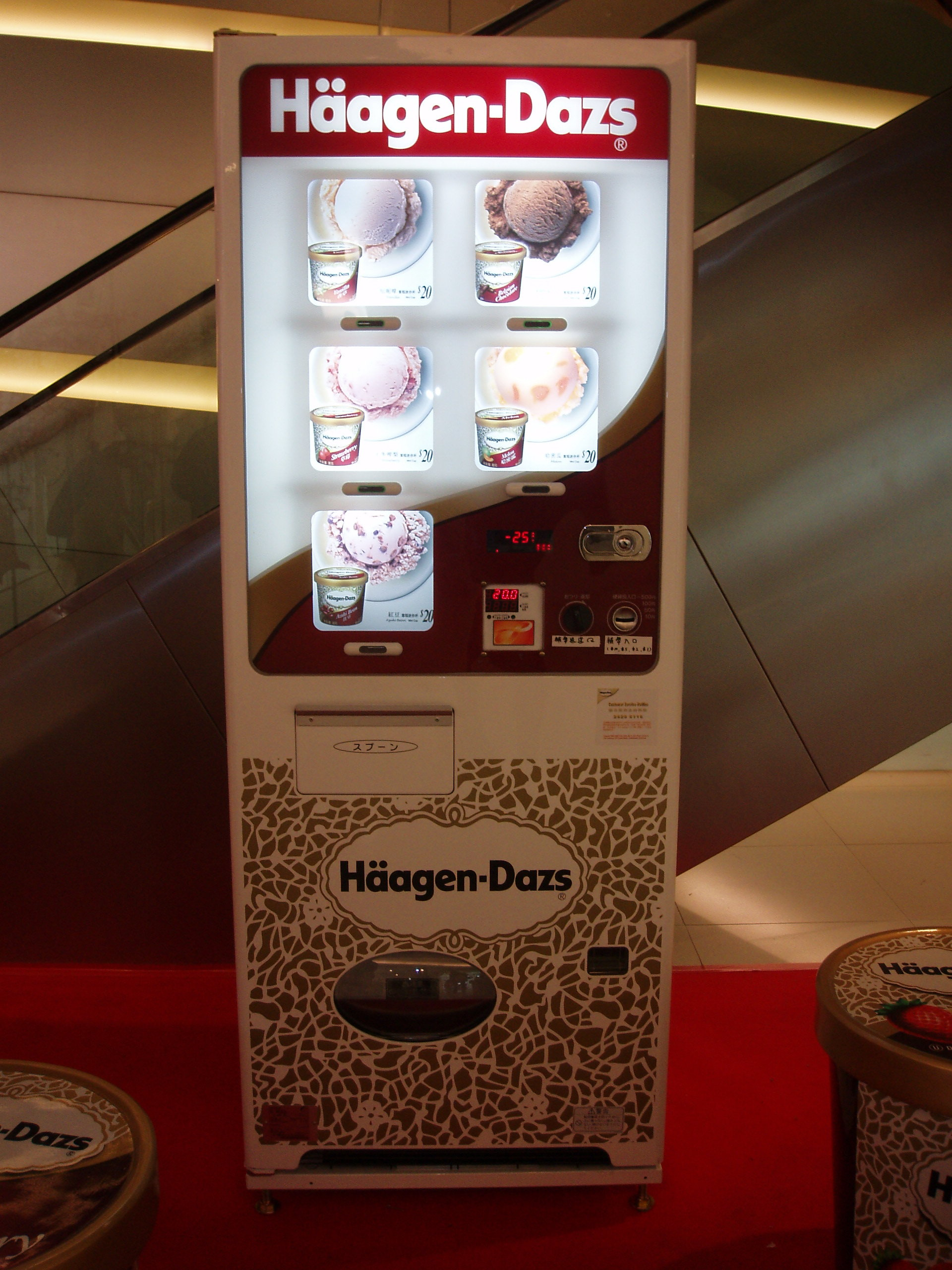
在香港apm商場哈根達斯自動售賣機（2006年）
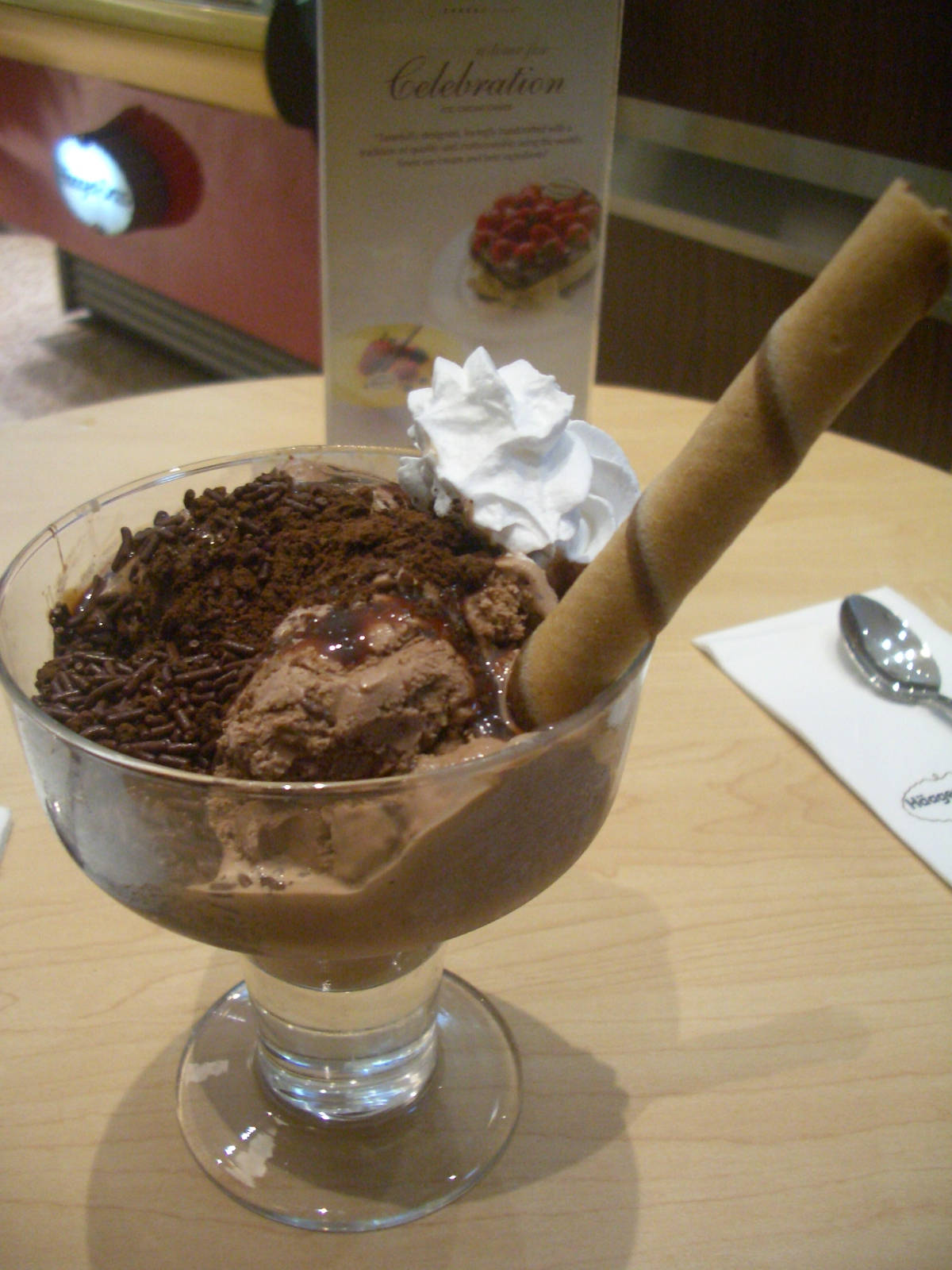
新加坡店舖提供的哈根達斯巧克力新地
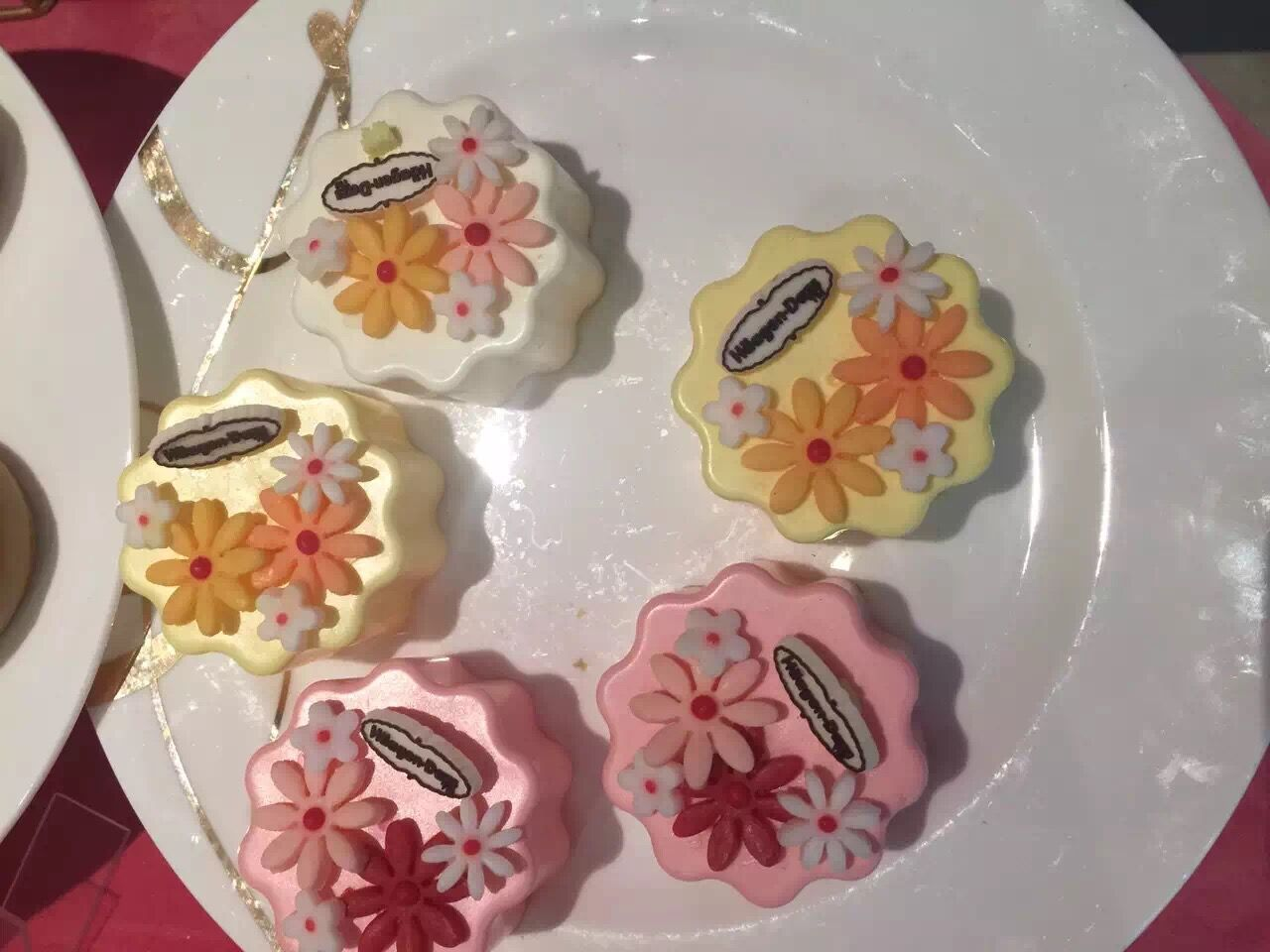
哈根达斯在中国大陆中秋节期间推出的本土化产品：雪糕馅月饼

## 廣告代言人

### 美国
- 布萊德利·庫柏

### 日本
- 柴崎幸
- 中條彩未
- 平手友梨奈
- 佐藤健
- 大冢爱
- 小松菜奈

### 
- 金秀賢

### 中国大陆
- 吉克雋逸
- 張天愛
- 范冰冰
- 劉雨昕
- 迪麗熱巴
- 白鹿

### 香港
- 姜濤

### 臺灣
- 許瑋甯
- 比莉
- 周湯豪
- 賈靜雯
- 吳姍儒

## 外部連結
- 哈根達斯（英文）（西班牙文）
- 哈根達斯(台灣)（繁體中文）